# Jole Fano

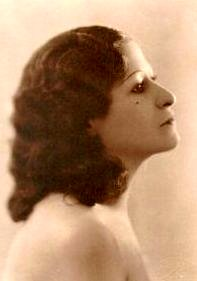
Jole Mary Fano.

Jole Mary Fano (se escribe también Yole), también conocida con el nombre de arte de Lucia D'Ambra (Milán, 13 de septiembre de 1904 - Santiago de Chile, 28 de octubre de 1972), fue una actriz teatral y empresaria italiana que desenvolvió su actividad en Chile, principalmente en el campo de la radiofonía.
En los años veinte, participó, con la compañía teatral italiana dirigida por el actor genovés Gilberto Govi, en la tournée realizada por dicha compañía por América Latina, que llevó la representación de numerosas comedias en lengua genovesa para los inmigrantes italianos en el continente americano.

## Biografía
Tercera de 5 hermanos, fue hija de Emanuele Fano, funcionario de Seguros y de Amelia Rossetti. Quedó huérfana de padre a tierna edad y se estableció con su madre y hermanos en la ciudad de Génova, y apenas una adolescente, entró a formar parte como actriz joven en la compañía de Gilberto Govi, que representaba en escena la comedia Los artificios para casar una hija, de Niccoló Bacigalupo. Durante una gira por Sudamérica, a mediados de los años 1920, la señorita Fano decidió establecerse en la Argentina. En la ciudad de Buenos Aires, prosiguió la actividad teatral como primera dama en la compañía de una actriz española muy famosa en aquella época: Margarita Xirgu.
Poco tiempo después, se transfirió a Santiago de Chile, donde creó su propia compañía teatral, adoptando el nombre de arte de Lucia D'Ambra. Esta compañía, que se llamó Compañía de Radioteatro Universal, desarrolló muchísima actividad en las décadas siguientes, con espectáculos teatrales y radiofónicos.

## Empresaria radiofónica
Jole Fano – que en tanto se había reunido en Chile con su madre y su hermano menor, Ernesto (que será empresario en el sector textil e importador del famoso encaje de Saint Gall europeo en la Argentina), se movilizaba frecuentemente entre Chile y Argentina. En el ínterin, se casó en Chile con el empresario teatral de origen alemán Segismundo Mewe, del que tuvo dos hijos: Carlos (1938-1970) y Máximo (1941-2007).

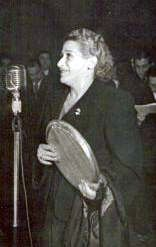
Jole Fano en los años cuarenta.

En los años cuarenta, fue frecuentemente solicitada para actuar como actriz invitada en las presentaciones de compañías teatrales italianas que iban de tournée a Chile, como en el caso de la compañía de Emma Gramática y Luigi Pavese, que en el 1947, puso en escena, en el Teatro Municipal de Santiago, la obra de Luigi Pirandello La vida que te di. En tanto, proseguía con su actividad radial. En particular, por emisoras chilenas, tuvo diversos programas, de los cuales, uno en particular, titulado «La hora veramente italiana», la volvió famosa en la comunidad italo-chilena de Chile.
En los años cincuenta, dejó la escena para dedicarse al cuidado de sus hijos. En Chile, aunque distante de los escenarios teatrales, permaneció en el mundo del espectáculo y del entretenimiento, comprando y dirigiendo la emisora radial de Valparaíso, Radio Caupolicán. Bajo su control, la emisora fue frecuentemente premiada por el continuo prestigio adquirido en términos de audiencia y de contratos publicitarios, en la creciente realidad chilena en los años sucesivos al final de la Segunda Guerra Mundial.
En las actividades de la emisora, comenzaron a participar también sus hijos: Carlos, como director del sector técnico (morirá a los 32 años en un trágico accidente de trabajo) y Máximo, como conductor de programas y disc-jockey, que pocos años más tarde, durante los años setenta, se transformará en una voz notable del network norteamericano La Voz de América, transmitiendo para la audiencia latinoamericana desde la sede de Washington D. C. Durante los años ochenta, extendió su participación radial para el público de Latinoamérica, desde la emisora holandesa Radio Nederland, en Hilversum. Permaneció en dicha emisora, durante la década del noventa. Fue también actor en series televisivas de carácter histórico y traductor en la OEA, ente gobernativo estadounidense.

## Últimos años
Luego de quedar viuda, Jole Fano se casa por segunda vez, en los años sesenta con un ítalo-chileno, Mario Cesareo Cagnetta. En 1969, retorna, luego de muchos años, a Génova, para visitar su ciudad de origen, siendo saludada por la prensa como actriz goviana retornada a la patria después de cuarenta años de ausencia. Vuelve a Chile, donde muere en el año 1972, dos años más tarde de la muerte de su primogénito Carlos. Está sepultada en Santiago de Chile.
De Jole Fano y del hermano Ernesto, deriva la prole latinoamericana de la familia Fano de Génova.

## Aquellos barcos en la ruta de la nostalgia
A la par del de Eduardo, y del de Goldoni aún antes, también el teatro de Gilberto Govi traía apuntes de historias de vida cotidianas, las mismas que los numerosos inmigrantes italianos que habían partido en busca de fortuna a las Pampas Argentinas, o a las orillas del Río de la Plata, habían dejado en sus tierras de origen (Liguria, Piemonte, Veneto); ellos amaban sentirse reflejados en esas historias para paliar el sentimiento de nostalgia hacia los lugares perdidos. Por este motivo, fueron numerosas las compañías teatrales italianas que, entre los años veinte y los años treinta, se sometían a fatigosas travesías transoceánicas en barco para llevar un trozo de Italia a los trabajadores que fundaban nuevos barrios – casi verdaderas y propias «ciudad en la ciudad»- en metrópolis sudamericanas como Montevideo o Buenos Aires. La compañía dirigida por Govi en el 1926, constituyó una suerte de «abrecaminos» para las sucesivas que llegarían en los años siguientes. 
En este sentido, la historia de Jole Fano es ejemplar, a la par de la de muchos de sus connacionales que eligieron encontrar un nuevo y original camino lejos de sus lugares de origen, en una América Latina en la cual pronto, se crearía el mito del Ma se ghe penso, el himno de la genovesidad en el mundo, difundido por la colectividad de los «xeneises» como eran llamados los inmigrantes de origen genovés entre los tangueros de La Boca, barrio de Buenos Aires formado mayormente por trabajadores ítalo-hispanos o también inmigrantes del resto de Europa.